# Cremme
A Cremme é uma marca brasileira de design baseada em São Paulo, Brasil.  A gama de produtos inclui móveis e acessórios.
Segundo a co fundadora Diana, os valores que guiam a marca são “orgânico, simples e perfeccionista”, utilizando-se de madeira reflorestada e fibras naturais como algodão, linho e couro. 

## História
A Cremme foi fundada por Diana Joppert , Pierre Colnet e Hadrien Lelong em 2013. Segundo Diana, os valores que guiam a marca são “orgânico, simples e perfeccionista”, utilizando-se de madeira reflorestada e fibras naturais como algodão, linho e couro. Em 2014 a Cremme realizou o loung da MADE Popup no Shopping Cidade Jardim e abriu em 2015 uma loja conceito na rua Mateus Grou em São Paulo, Brasil. 

## Produtos
A marca colabora com designers do Brasil e internacionais, entre outros, os brasileiros Guilherme Wentz e Rodrigo Silveira, a francesa Cécile Désille, e as argentinas Julieta Castillo e Patricia Lascano 